# USF Pro 2000 Championship 2023
Het USF Pro 2000 Championship 2023 was het 25e kampioenschap van het USF Pro 2000 Championship en het eerste onder deze naam. Regerend kampioen Louis Foster is overgestapt naar de Indy Lights. Myles Rowe werd kampioen met vijf overwinningen.

## Teams en rijders
| Team                          | Nr | Coureur              | Races       |
| ----------------------------- | -- | -------------------- | ----------- |
| DEForce Racing                | 7  | Bijoy Garg           | 1-13, 16-18 |
| DEForce Racing                | 7  | Mac Clark            | 14-15       |
| DEForce Racing                | 8  | Jorge Garciarce      | 14-15       |
| DEForce Racing                | 12 | Kiko Porto           | Alle        |
| Exclusive Autosport           | 90 | Yuven Sundaramoorthy | 1-13        |
| Exclusive Autosport           | 91 | Salvador de Alba     | Alle        |
| Exclusive Autosport           | 92 | Joel Granfors        | 1-13        |
| Exclusive Autosport           | 93 | Lindsay Brewer       | Alle        |
| Exclusive Autosport           | 95 | Avery Towns          | 14-18       |
| FatBoy Racing!                | 83 | Charles Finelli      | 5-6, 8-9    |
| Jay Howard Driver Development | 4  | Ricardo Escotto      | Alle        |
| Jay Howard Driver Development | 13 | Reece Ushijima       | 1-11        |
| Jay Howard Driver Development | 13 | Frankie Mossman      | 14-18       |
| Miller Vinatieri Motorsports  | 40 | Jack William Miller  | Alle        |
| NeoTech Motorsport            | 81 | Nicholas Monteiro    | 1-15        |
| Pabst Racing with Force Indy  | 99 | Myles Rowe           | Alle        |
| Pabst Racing                  | 19 | Jordan Missig        | Alle        |
| Pabst Racing                  | 20 | Jace Denmark         | Alle        |
| TJ Speed Motorsports          | 10 | Lirim Zendeli        | 1-6, 8-18   |
| TJ Speed Motorsports          | 32 | Christian Weir       | 1-13        |
| TJ Speed Motorsports          | 32 | Nicholas Monteiro    | 16-18       |
| TJ Speed Motorsports          | 67 | Francesco Pizzi      | Alle        |
| Turn 3 Motorsport             | 1  | Michael d'Orlando    | Alle        |
| Turn 3 Motorsport             | 2  | Jonathan Browne      | Alle        |
| Turn 3 Motorsport             | 3  | Christian Brooks     | 1-2         |
| Turn 3 Motorsport             | 3  | Louka St-Jean        | 8-18        |
| Turn 3 Motorsport             | 44 | Christian Brooks     | 12-13       |
| Turn 3 Motorsport             | 44 | Danny Dyszelski      | 16-18       |
| Turn 3 Motorsport             | 47 | Jackson Lee          | 1-11        |
| Velocity Racing Development   | 17 | Nikita Johnson       | 14-18       |

## Kalender en uitslagen
Op 17 oktober 2022 werd de kalender voor het seizoen 2023 bekendgemaakt. Het seizoen bestaat uit achttien races: een oval, vier stratencircuits en dertien wegraces.
| Race | Datum       | Circuit                                     | Locatie            | Pole position       | Snelste ronde     | Meeste ronden aan de leiding | Winnaar           | Team                          |
| ---- | ----------- | ------------------------------------------- | ------------------ | ------------------- | ----------------- | ---------------------------- | ----------------- | ----------------------------- |
| 1    | 4 maart     | Stratencircuit Saint Petersburg             | St. Petersburg, FL | Christian Brooks    | Francesco Pizzi   | Christian Brooks             | Christian Brooks  | Turn 3 Motorsport             |
| 2    | 5 maart     | Stratencircuit Saint Petersburg             | St. Petersburg, FL | Francesco Pizzi     | Joel Granfors     | Myles Rowe                   | Myles Rowe        | Pabst Racing with Force Indy  |
| 3    | 15 maart    | Sebring International Raceway               | Sebring, FL        | Jace Denmark        | Jace Denmark      | Myles Rowe                   | Myles Rowe        | Pabst Racing with Force Indy  |
| 4    | 16 maart    | Sebring International Raceway               | Sebring, FL        | Michael d'Orlando   | Myles Rowe        | Myles Rowe                   | Myles Rowe        | Pabst Racing with Force Indy  |
| 5    | 12 mei      | Indianapolis Motor Speedway (binnencircuit) | Speedway, IN       | Kiko Porto          | Myles Rowe        | Kiko Porto                   | Ricardo Escotto   | Jay Howard Driver Development |
| 6    | 13 mei      | Indianapolis Motor Speedway (binnencircuit) | Speedway, IN       | Myles Rowe          | Myles Rowe        | Joel Granfors                | Joel Granfors     | Exclusive Autosport           |
| 7    | 27 mei      | Lucas Oil Raceway                           | Brownsburg, IN     | Jack William Miller | Salvador de Alba  | Salvador de Alba             | Salvador de Alba  | Exclusive Autosport           |
| 8    | 17 juni     | Road America                                | Elkhart Lake, WI   | Michael d'Orlando   | Michael d'Orlando | meerdere coureurs            | Michael d'Orlando | Turn 3 Motorsport             |
| 9    | 18 juni     | Road America                                | Elkhart Lake, WI   | Christian Weir      | Francesco Pizzi   | Lirim Zendeli                | Lirim Zendeli     | TJ Speed Motorsports          |
| 10   | 1 juli      | Mid-Ohio Sports Car Course                  | Lexington, OH      | Michael d'Orlando   | Salvador de Alba  | Michael d'Orlando            | Michael d'Orlando | Turn 3 Motorsport             |
| 11   | 2 juli      | Mid-Ohio Sports Car Course                  | Lexington, OH      | Myles Rowe          | Kiko Porto        | Myles Rowe                   | Myles Rowe        | Pabst Racing with Force Indy  |
| 12   | 15 juli     | Stratencircuit Toronto                      | Toronto, ON        | Myles Rowe          | Ricardo Escotto   | Myles Rowe                   | Michael d'Orlando | Turn 3 Motorsport             |
| 13   | 16 juli     | Stratencircuit Toronto                      | Toronto, ON        | Myles Rowe          | Jordan Missig     | Myles Rowe                   | Myles Rowe        | Pabst Racing with Force Indy  |
| 14   | 26 augustus | Circuit of the Americas                     | Austin, TX         | Mac Clark           | Mac Clark         | Kiko Porto                   | Kiko Porto        | DEForce Racing                |
| 15   | 27 augustus | Circuit of the Americas                     | Austin, TX         | Kiko Porto          | Mac Clark         | Nikita Johnson               | Nikita Johnson    | Velocity Racing Development   |
| 16   | 2 september | Portland International Raceway              | Portland, OR       | Michael d'Orlando   | Lirim Zendeli     | Kiko Porto                   | Kiko Porto        | DEForce Racing                |
| 17   | 3 september | Portland International Raceway              | Portland, OR       | Michael d'Orlando   | Nikita Johnson    | Michael d'Orlando            | Michael d'Orlando | Turn 3 Motorsport             |
| 18   | 3 september | Portland International Raceway              | Portland, OR       | Michael d'Orlando   | Nikita Johnson    | Nikita Johnson               | Nikita Johnson    | Velocity Racing Development   |

## Kampioenschap
| Pos | Rijder               | STP | STP | SEB | SEB | IMS | IMS | LOR | ROA | ROA | MOH | MOH | TOR | TOR | COA | COA | POR | POR | POR | Punten |
| --- | -------------------- | --- | --- | --- | --- | --- | --- | --- | --- | --- | --- | --- | --- | --- | --- | --- | --- | --- | --- | ------ |
| 1   | Myles Rowe           | 3   | 1*  | 1*  | 1*  | 18  | 5   | 5   | 2   | 4   | 11  | 1*  | 7*  | 1*  | 4   | 6   | 2   | 3   | 10  | 391    |
| 2   | Kiko Porto           | 2   | 2   | 19  | 3   | 7*  | 11  | 10  | 6   | 2   | 19  | 2   | 5   | 7   | 1*  | 2   | 1*  | 5   | 17  | 326    |
| 3   | Salvador de Alba     | 7   | 17  | 7   | 16  | 6   | 2   | 1*  | 14  | 10  | 10  | 4   | 2   | 5   | 8   | 5   | 6   | 11  | 2   | 291    |
| 4   | Michael d'Orlando    | 18  | 11  | 16  | 11  | 3   | 14  | 6   | 1   | 20  | 1*  | 3   | 1   | 14  | 17  | 7   | 9   | 1*  | 5   | 288    |
| 5   | Lirim Zendeli        | 16  | 4   | 6   | 2   | 13  | 10  |     | 19  | 1*  | 6   | 10  | 3   | 2   | 5   | 4   | 11  | 4   | 18  | 259    |
| 6   | Francesco Pizzi      | 4   | 5   | 3   | 7   | 10  | 7   | 4   | 7   | 5   | 15  | 17  | 6   | 6   | 16  | 9   | 7   | 10  | 6   | 259    |
| 7   | Jace Denmark         | 6   | 3   | 4   | 17  | 16  | 3   | 18  | 8   | 7   | 2   | 5   | 10  | 16  | 18  | 8   | 4   | 6   | 4   | 252    |
| 8   | Jonathan Browne      | 10  | 12  | 12  | 8   | 4   | 4   | 7   | 5   | 3   | 17  | 15  | 15  | 10  | 10  | 13  | 13  | 9   | 3   | 230    |
| 9   | Jack William Miller  | 14  | 9   | 11  | 6   | 5   | 15  | 3   | 16  | 11  | 3   | 12  | 18  | 13  | 7   | 10  | 12  | 8   | 14  | 212    |
| 10  | Joel Granfors        | 9   | 8   | 2   | 9   | 20  | 1*  | 2   | 15  | 6   | 4   | 9   | 4   | 17  |     |     |     |     |     | 206    |
| 11  | Jordan Missig        | 20  | 7   | 5   | 19  | 19  | 8   | 8   | 3   | 17  | 20  | 18  | 11  | 3   | 19  | 12  | 8   | 13  | 7   | 179    |
| 12  | Bijoy Garg           | 12  | 14  | 14  | 12  | 17  | 13  | 14  | 18  | 19  | 5   | 8   | 17  | 9   |     |     | 3   | 7   | 13  | 154    |
| 13  | Ricardo Escotto      | 15  | 18  | 18  | 10  | 1   | 17  | 15  | 12  | 8   | 9   | 11  | 9   | 15  | 6   | 18  | 16  | 19  | 16  | 153    |
| 14  | Reece Ushijima       | 5   | 19  | 8   | 4   | 2   | 9   | 11  | 4   | 9   | 18  | 6   |     |     |     |     |     |     |     | 140    |
| 15  | Yuven Sundaramoorthy | 8   | 20  | 9   | 14  | 15  | 12  | 9   | 11  | 13  | 13  | 13  | 14  | 8   |     |     |     |     |     | 121    |
| 16  | Christian Weir       | 17  | 10  | 10  | 13  | 8   | 6   | 17  | 10  | 15  | 8   | 14  | 13  | 18  |     |     |     |     |     | 119    |
| 17  | Nikita Johnson       |     |     |     |     |     |     |     |     |     |     |     |     |     | 3   | 1*  | 14  | 2   | 1*  | 118    |
| 18  | Lindsay Brewer       | 13  | 16  | 15  | 18  | 11  | 19  | 16  | 13  | 14  | 16  | 19  | 16  | 12  | 14  | 19  | 18  | 15  | 11  | 108    |
| 19  | Nicholas Monteiro    | 19  | 13  | 17  | 15  | 14  | 16  | 13  | 20  | 12  | 12  | 16  | 12  | 11  | 15  | 16  | 19  | 18  | DNS | 106    |
| 20  | Louka St-Jean        |     |     |     |     |     |     |     | 9   | 16  | 7   | 7   | 19  | 19  | 13  | 15  | 5   | 14  | 8   | 101    |
| 21  | Jackson Lee          | 11  | 15  | 13  | 5   | 9   | 18  | 12  | 17  | 18  | 14  | 20  |     |     |     |     |     |     |     | 84     |
| 22  | Christian Brooks     | 1*  | 6   |     |     |     |     |     |     |     |     |     | 8   | 4   |     |     |     |     |     | 79     |
| 23  | Mac Clark            |     |     |     |     |     |     |     |     |     |     |     |     |     | 2   | 3   |     |     |     | 50     |
| 24  | Avery Towns          |     |     |     |     |     |     |     |     |     |     |     |     |     | 12  | 17  | 10  | 16  | 12  | 39     |
| 25  | Frankie Mossman      |     |     |     |     |     |     |     |     |     |     |     |     |     | 9   | 11  | 17  | 17  | 15  | 37     |
| 26  | Danny Dyszelski      |     |     |     |     |     |     |     |     |     |     |     |     |     |     |     | 15  | 12  | 9   | 27     |
| 27  | Jorge Garciarce      |     |     |     |     |     |     |     |     |     |     |     |     |     | 11  | 14  |     |     |     | 17     |
| 28  | Charles Finelli      |     |     |     |     | 12  | 20  |     | 21  | 21  |     |     |     |     |     |     |     |     |     | 12     |
| Pos | Rijder               | STP | STP | SEB | SEB | IMS | IMS | LOR | ROA | ROA | MOH | MOH | TOR | TOR | COA | COA | POR | POR | POR | Punten |

| Kleur       | Resultaat                       |
| ----------- | ------------------------------- |
| Goud        | Winnaar                         |
| Zilver      | 2de plaats                      |
| Brons       | 3de plaats                      |
| Groen       | 4de en 5de plaats               |
| Lichtblauw  | 6de–10de plaats                 |
| Donkerblauw | Gefinisht (buiten de Top 10)    |
| Paars       | Niet gefinisht                  |
| Rood        | Niet gekwalificeerd (DNQ)       |
| Bruin       | Teruggetrokken (Wth)            |
| Zwart       | Gediskwalificeerd (DSQ)         |
| Wit         | Niet Gestart (DNS)              |
| Blank       | Nam geen deel aan de race (DNP) |
| Blank       | Niet geracet                    |

| Toegevoegde info    | |
| vet                 | Pole positie (1 punt)                                                                                        |
| cursief             | Snelste ronde (1 punt)                                                                                       |
| *                   | Meeste ronden aan de leiding (1 punt) Niet uitgereikt als meer dan een coureur de meeste ronden heeft geleid |
| Rookie van het jaar | |
| Rookie              | |

| Kleur       | Resultaat                       |
| ----------- | ------------------------------- |
| Goud        | Winnaar                         |
| Zilver      | 2de plaats                      |
| Brons       | 3de plaats                      |
| Groen       | 4de en 5de plaats               |
| Lichtblauw  | 6de–10de plaats                 |
| Donkerblauw | Gefinisht (buiten de Top 10)    |
| Paars       | Niet gefinisht                  |
| Rood        | Niet gekwalificeerd (DNQ)       |
| Bruin       | Teruggetrokken (Wth)            |
| Zwart       | Gediskwalificeerd (DSQ)         |
| Wit         | Niet Gestart (DNS)              |
| Blank       | Nam geen deel aan de race (DNP) |
| Blank       | Niet geracet                    |

| Toegevoegde info    | |
| vet                 | Pole positie (1 punt)                                                                                        |
| cursief             | Snelste ronde (1 punt)                                                                                       |
| *                   | Meeste ronden aan de leiding (1 punt) Niet uitgereikt als meer dan een coureur de meeste ronden heeft geleid |
| Rookie van het jaar | |
| Rookie              | |

| Positie       | 1  | 2  | 3  | 4  | 5  | 6  | 7  | 8  | 9  | 10 | 11 | 12 | 13 | 14 | 15 | 16 | 17 | 18 | 19 | 20 |
| ------------- | -- | -- | -- | -- | -- | -- | -- | -- | -- | -- | -- | -- | -- | -- | -- | -- | -- | -- | -- | -- |
| Punten        | 30 | 25 | 22 | 19 | 17 | 15 | 14 | 13 | 12 | 11 | 10 | 9  | 8  | 7  | 6  | 5  | 4  | 3  | 2  | 1  |
| Punten (Oval) | 45 | 38 | 33 | 29 | 26 | 23 | 21 | 20 | 18 | 17 | 15 | 14 | 12 | 11 | 9  | 8  | 6  | 5  | 4  | 2  |

1991 · 1992 · 1993 · 1994 · 1995 · 1996 · 1997 · 1998 · 1999 · 2000 · 2001 · 2002 · 2003 · 2004 · 2005 · 2006 · 2007 · 2008 · 2009 · 2010 · 2011 · 2012 · 2013 · 2014 · 2015 · 2016 · 2017 · 2018 · 2019 · 2020 · 2021 · 2022 · 2023 · 2024 · 2025